# Blaine Neal
Blaine Neal (né le 6 avril 1978 à Marlton) est un joueur de baseball américain. Lors des Jeux olympiques d'été de 2008 à Pékin, il remporte la médaille de bronze.

## Palmarès
- Médaille de bronze aux Jeux olympiques de Pékin en 2008